# Catamixis
Catamixis je monotipski biljni rod iz porodice glavočika smješten u tribus Pertyeae. Jedina vrsta je C. baccharoides iz Indije (Garhwal, Uttar Pradesh) i Nepala
Rod je opisan 1867.

## Sinonimi
- Baccharis oligantha DC. ex Thomson